# Lambdina scitata
Lambdina scitata là một loài bướm đêm trong họ Geometridae.